# Norwegische Unihockeynationalmannschaft der Frauen
Die norwegische Unihockeynationalmannschaft der Frauen repräsentiert Norwegen bei Länderspielen und internationalen Turnieren in der Sportart Unihockey. Die bisher beste Platzierung sind zwei 3. Plätze bei den Weltmeisterschaften 1997 und 2001.

## Platzierungen

### Weltmeisterschaften
| WM   | Austragungsort(e)           | Platz    |
| ---- | --------------------------- | -------- |
| 1997 | Mariehamn und Godby         | 3. Platz |
| 1999 | Borlänge                    | 4. Platz |
| 2001 | Riga                        | 3. Platz |
| 2003 | Bern, Gümligen und Wünnewil | 4. Platz |
| 2005 | Singapur                    | 4. Platz |
| 2007 | Frederikshavn               | 8. Platz |
| 2009 | Västerås                    | 7. Platz |
| 2011 | St. Gallen                  | 5. Platz |
| 2013 | Brünn, Ostrava              | 6. Platz |
| 2015 | Tampere                     | 9. Platz |
| 2017 | Bratislava                  | 8. Platz |
| 2019 | Neuenburg                   | 9. Platz |
| 2021 | Uppsala                     | 7. Platz |

## Trainer
- 2016-jetzt Vidar Bjerkelund